# Cniva
Cniva (ante 249 – post 253) è stato un condottiero germanico goto.
Invase l'Impero romano, conquistando la città di Filippopoli e uccidendo nella battaglia di Abrittus (in Bulgaria, nei pressi del Danubio) l'imperatore romano Decio e suo figlio, Erennio Etrusco, che avevano tentato di impedirgli di uscire dai confini imperiali.

## Biografia

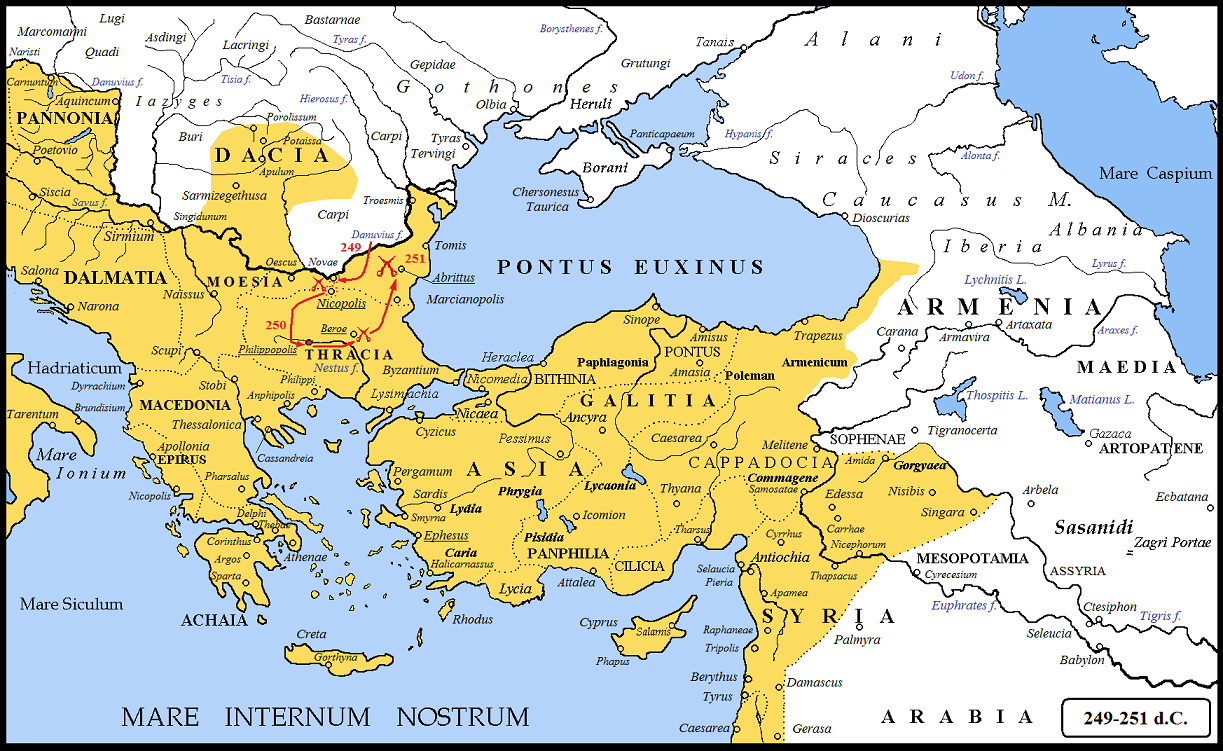
Invasioni dei Carpi e Goti di Cniva negli anni 249-251.

Cniva iniziò la sua invasione dell'Impero romano quando, attraversato il Danubio, invase la Mesia. Pose poi l'assedio alla città di Nicopoli, dove gli si fece incontro l'esercito romano. I Goti si diressero allora a Filippopoli, inseguiti dai romani. A un certo punto, Cniva invertì la marcia delle sue truppe e piombò di sorpresa sull'accampamento dei romani, sconfiggendoli. Assediò poi Filippopoli, che cadde dopo aver opposto una strenua resistenza: i Goti massacrarono 100 000 persone e fecero molti prigionieri. Dopo numerosi preparativi, l'imperatore Decio cercò di bloccare la ritirata dei Goti verso il Danubio e diede loro battaglia, ma, preso in una sacca, nel 251 fu sconfitto e ucciso insieme al figlio Erennio Etrusco ad Abrittus.
Il nuovo imperatore romano, Treboniano Gallo, permise a Cniva e ai Goti di tornarsene oltre il Danubio col bottino conquistato e accettò di pagare un tributo affinché restassero al di fuori dei confini imperiali.
Di lui si perdono le tracce attorno al 253, ma è plausibile che sia stato lui il re goto che nel 270 invase l'impero, solamente per essere sconfitto ed ucciso da Aureliano.